# Frontière entre la Guinée et le Mali
La frontière entre la Guinée et le Mali est la frontière séparant la Guinée et le Mali.
Sa longueur est de 858 km.

## Communes frontalières (Mali)
Du nord au sud, et d'ouest en est, les communes maliennes frontalières de la Guinée sont :

### Région de Kayes
- Faléa, tripoint avec le Sénégal
- Faraba
- Sagalo

### Région de Kita
- Koulou
- Gadougou 2
- Sirakoro

### Région de Koulikoro
- Nioumamakana
- Balan Bakama
- Benkadi
- Kaniogo
- Nouga, Kourémalé sur la route nationale RN 5 (axe Bamako - Kourémalé - Siguiri - Kankan)

### Région de Bougouni
- Sankarani
- Séré Moussa Ani Samou De Siékorolé
- Yallankoro-Soloba
- Djallon-Foula
- Yallankoro-Soloba
- Wassoulou-Ballé
- Gouandiaka
- Koussan, frontière de la Côte d'Ivoire